# Pentecostal Brasil para Cristo
Pentecostal Brasil para Cristo ist eine pfingstlerische Kirche in Brasilien.
Die Kirche wurde in den 1950er Jahren von Manoel de Mello (1929–1990) gegründet. Anfangs missionierte die Kirche in São Paulo. In späteren Jahren erstreckte sich die Missionierung in Brasilien landesweit. Gegenwärtig verfügt die Kirche über 1.000 Kirchengebäude in Brasilien.